# Macropeza nuda
Macropeza nuda är en tvåvingeart som först beskrevs av Becker 1903.  Macropeza nuda ingår i släktet Macropeza och familjen svidknott. Inga underarter finns listade i Catalogue of Life.